# Elecciones seccionales de Ecuador de 2023
Las elecciones seccionales de Ecuador de 2023 se realizaron el 5 de febrero de 2023 para designar: 23 prefectos, 23 viceprefectos, 221 alcaldes, 868 concejales urbanos,  437 concejales rurales y 4,084 vocales principales de las juntas parroquiales. Ese mismo día tuvo lugar un Referéndum constitucional con ocho preguntas.
Los resultados de las elecciones fueron favorables para el Movimiento Revolución Ciudadana (RC), el movimiento político liderado por el expresidente Rafael Correa obtuvo 9 prefecturas, dos de ellas fueron las provincias más pobladas del país, Guayas donde fue electa la presidenta del movimiento Marcela Aguiñaga y Pichincha donde la prefecta Paola Pabón fue reelegida. El correismo también obtuvo las alcaldías de las dos principales ciudades del país, tanto en Quito con Pabel Muñoz y en Guayaquil con Aquiles Álvarez, la elección de Álvarez marcó el fin de administraciones lideradas por el Partido Social Cristiano en Guayaquil por más de 30 años.
El Partido Social Cristiano (PSC), partido liderado por el exalcalde de Guayaquil Jaime Nebot, pasó a ser la segunda fuerza política del país, lograron obtener un buen desempeño en las provincias más pobladas del país y mantuvieron 2 de las 8 prefecturas obtenidas en las elecciones de 2019 y también importantes alcaldías en la provincia del Guayas como las de Samborondón y Daule. Sin embargo no lograrón obtener la reelección en la prefectura del Guayas y en la alcaldía de Guayaquil; donde sus candidatas Susana González y Cynthia Viteri fueron derrotadas por los candidatos de RC. En la alcaldía de Guayaquil fue la primera vez en 31 años que el PSC no obtiene la elección, desde las elecciones de 1992 cuándo León Febres-Cordero se convirtió en alcalde, Guayaquil era considerado bastión del PSC.
El Movimiento de Unidad Plurinacional Pachakutik (MUPP), partido de izquierda indígena, mantuvo su aceptación en provincias de la región Interandina y Amazónica del Ecuador, obtuvo 6 prefecturas en total, siendo uno de los movimiento con más prefecturas a nivel nacional sólo superado por RC.

## Preparación
La elección de las autoridades locales que se posesionarán el 14 de mayo de 2023 comenzó su preparación con la definición del plan operativo y del presupuesto inicial que será de 109 300 000 dólares, aprobado por el Consejo Nacional Electoral (CNE). El monto es 29% menor al destinado por el órgano electoral en las  elecciones seccionales de 2019.

## Sistema electoral

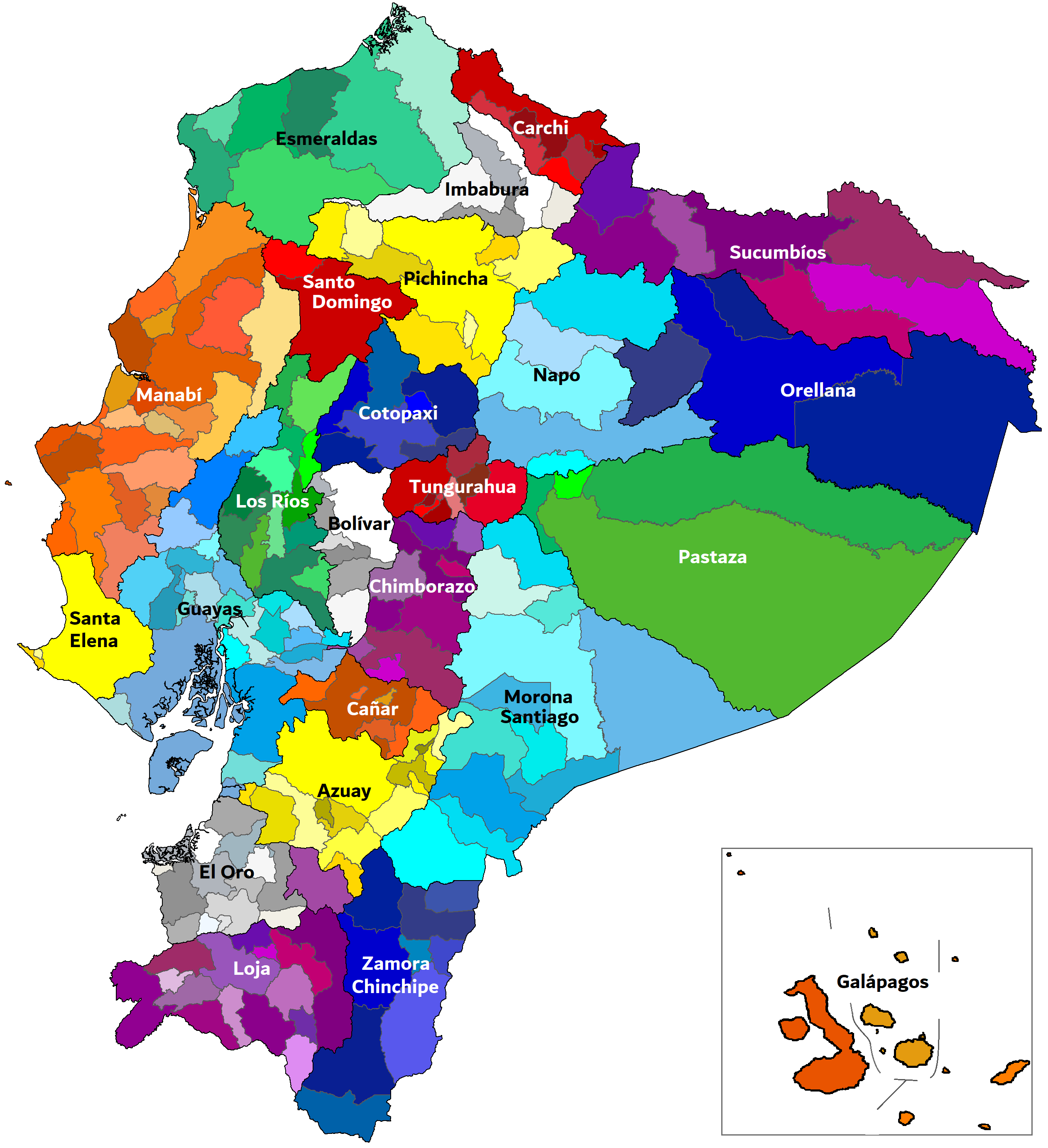
División administrativa del Ecuador (provincias y cantones).

Ecuador se divide políticamente y administrativamente en 24 provincias, 221 cantones y 1499 parroquias. Cada una las provincias (excepto la Provincia de Galápagos) tiene un prefecto y un gobierno provincial conformado por todos los alcaldes de los cantones de la provincia, que son elegidos por votación popular, junto a un gobierno municipal conformado por concejales urbanos y rurales según corresponda. Los cantones a su vez están subdivididos en parroquias, dirigida por vocales miembros de las Juntas parroquiales. Cada una de estas autoridades son elegidos por votación popular cada cuatro años.

### Cargos a elegir
En las elecciones seccionales de Ecuador de 2023 se eligieron un total de 5,633 autoridades, entre prefectos, alcaldes, concejales urbanos, concejales rurales y miembros de las juntas parroquiales.
| Provincias                     | Prefectos | Alcaldes | Concejales urbanos | Concejales rurales | Vocales a Juntas Parroquiales | Total |
| ------------------------------ | --------- | -------- | ------------------ | ------------------ | ----------------------------- | ----- |
| Azuay                          | 1         | 15       | 53                 | 52                 | 305                           | 406   |
| Bolívar                        | 1         | 7        | 27                 | 10                 | 95                            | 140   |
| Carchi                         | 1         | 6        | 18                 | 14                 | 130                           | 168   |
| Orellana                       | 1         | 4        | 10                 | 12                 | 140                           | 167   |
| Esmeraldas                     | 1         | 7        | 22                 | 21                 | 285                           | 336   |
| Cañar                          | 1         | 7        | 28                 | 13                 | 130                           | 179   |
| Guayas                         | 1         | 25       | 137                | 24                 | 145                           | 332   |
| Chimborazo                     | 1         | 10       | 36                 | 20                 | 225                           | 292   |
| Imbabura                       | 1         | 6        | 22                 | 16                 | 180                           | 225   |
| Loja                           | 1         | 16       | 50                 | 36                 | 390                           | 493   |
| Manabí                         | 1         | 22       | 100                | 36                 | 265                           | 424   |
| Napo                           | 1         | 5        | 16                 | 11                 | 100                           | 133   |
| El Oro                         | 1         | 14       | 60                 | 22                 | 250                           | 347   |
| Pichincha                      | 1         | 8        | 43                 | 19                 | 269                           | 340   |
| Los Ríos                       | 1         | 13       | 59                 | 20                 | 85                            | 178   |
| Morona Santiago                | 1         | 12       | 31                 | 29                 | 230                           | 303   |
| Santa Elena                    | 1         | 3        | 14                 | 9                  | 40                            | 67    |
| Santo Domingo de los Tsáchilas | 1         | 2        | 15                 | 3                  | 50                            | 71    |
| Tungurahua                     | 1         | 9        | 36                 | 19                 | 220                           | 285   |
| Sucumbíos                      | 1         | 7        | 19                 | 18                 | 135                           | 180   |
| Galápagos                      | 0         | 3        | 12                 | 3                  | 25                            | 43    |
| Cotopaxi                       | 1         | 7        | 22                 | 21                 | 165                           | 216   |
| Pastaza                        | 1         | 4        | 12                 | 10                 | 85                            | 112   |
| Zamora Chinchipe               | 1         | 9        | 26                 | 19                 | 140                           | 195   |
| Total                          | 23        | 221      | 868                | 437                | 4,084                         | 5,633 |

## Calendario electoral
| N.º | Fechas                                         | Eventos |
| --- | ---------------------------------------------- | --- |
| 1   | 5 de febrero de 2022                           | Declaración de inicio del proceso electoral                                                                        |
| 2   | 4 de abril al 10 de abril de 2022              | Cierre de zonificación y organización territorial electoral                                                        |
| 3   | 14 de abril al 14 de mayo de 2022              | Brigadas de cambio de domicilio electoral, inscripción de extranjeros y habilitación del registro electoral pasivo |
| 4   | 23 de mayo de 2022                             | Entrega de registro electoral a organizaciones políticas                                                           |
| 4   | 23 de mayo de 2022                             | Cierre de registro de organizaciones políticas                                                                     |
| 5   | 14 de julio al 21 de julio de 2022             | Cierre de registro electoral                                                                                       |
| 6   | 22 de julio de 2022                            | Aprobación y publicación del registro electoral, depurado y actualizado                                            |
| 7   | 22 de julio al 5 de agosto de 2022             | Proceso de democracia interna (Primarias)                                                                          |
| 8   | 15 de agosto al 19 de agosto de 2022           | Periodo de impugnación del postulante a la decisión del CNE                                                        |
| 9   | 21 de agosto de 2022                           | Convocatoria a elecciones en cadena nacional por radio y televisión                                                |
| 10  | 22 de agosto al 20 de septiembre de 2022       | Inscripción de candidaturas                                                                                        |
| 11  | 3 de octubre de 2022                           | Publicación del listado oficial de postulantes calificados al CPCCS                                                |
| 12  | 19 de octubre de 2022                          | Selección de miembros de las juntas receptoras del voto                                                            |
| 13  | 27 de octubre al 25 de noviembre de 2022       | Campaña de notificación a los miembros de las juntas receptoras del voto                                           |
| 14  | 8 de noviembre de 2022 al 5 de febrero de 2023 | Campaña de capacitación de los miembros de las juntas receptoras del voto                                          |
| 15  | 3 de enero al 2 de febrero de 2023             | Campaña electoral                                                                                                  |
| 16  | 7 de enero al 8 de enero de 2023               | Debates electorales                                                                                                |
| 16  | 14 de enero al 15 de enero de 2023             | Debates electorales                                                                                                |
| 17  | 8 de enero de 2023                             | Primer simulacro nacional                                                                                          |
| 18  | 22 de enero de 2023                            | Segundo simulacro nacional                                                                                         |
| 19  | 2 de febrero de 2023                           | Sufragio de personas privadas de libertad (PPL)                                                                    |
| 20  | 3 de febrero de 2023                           | Sufragio voto en casa                                                                                              |
| 21  | 5 de febrero de 2023                           | Sufragio del proceso electoral 2023                                                                                |
| 22  | 14 de mayo de 2023                             | Posesión de autoridades                                                                                            |

## Campaña electoral
La campaña electoral inicio oficialmente el 3 de enero de 2023, sin embargo se reportaron varios casos de campaña anticipada por parte de varios candidatos, el 31 de diciembre de 2022 el Ministerio de Obras Públicas retiró varias vallas publicitarias en el Puente de la Unidad Nacional de la ciudad de Guayaquil. Las vallas publicitarias pertenecían a la candidata a la reelección a la Prefectura del Guayas, Susana González del Partido Social Cristiano. La campaña anticipada también se presentó en otros lugares del país con propagandas y pancartas de varios candidatos, en redes sociales también varios candidatos comenzaron a exponer sus planes de gobierno.

### Debates
Por primera vez se realizaron debates de manera obligatoria, para las elecciones seccionales en Ecuador. En un total de 17 provincias y 21 cantones, se realizaron debates los días 7 y 8 de enero para los candidatos a prefectos; y los días 14 y 15 de enero para los candidatos a alcaldes.

### Atentados contra candidatos
Dos candidatos fueron asesinados, uno de ellos el 21 de enero de 2023, mientras realizaba campaña en Salinas, y otro la noche del 4 de febrero de 2023 en Puerto López, a pocas horas del inicio del proceso de sufragio.
- Julio César Farachio, candidato a la alcaldía de Salinas por Unidad Popular, asesinado por dos impactos de bala mientras estaba en un acto de campaña.[34][35]
- Omar Menéndez, candidato a la alcaldía de Puerto López por el Movimiento Revolución Ciudadana, asesinado horas antes del inicio del proceso de sufragio.[36][37]

Adicionalmente, el candidato y eventual ganador a la alcaldía de Pujilí, José Arroyo Cabrera, sufrió un atentado el 18 de septiembre de 2022 en que dos sujetos lo atacaron con un cuchillo en su abdomen y brazos, por lo que tuvo que ser traslado a un hospital.

## Resultados
|  | 23.38 % |

|  | 12.65 % |

|  | 10.69 % |

|  | 9.76 % |

|  | 9.03 % |

|  | 8.73 % |

|  | 8.56 % |

|  | 6.30 % |

|  | 6.30 % |

|  | 5.97 % |

|  | 5.83 % |

|  | 4.66 % |

|  | 4.12 % |

|  | 3.93 % |

|  | 3.82 % |

|  | 3.74 % |

|  | 2.94 % |

|  | 28.30 % |

|  | 100 % |

### Prefectos electos
| Provincia                      | Prefecto/a | Prefecto/a | Prefecto/a                       | Partido | Partido       | Cargos previos                                                     |
| ------------------------------ | ---------- | ---------- | -------------------------------- | ------- | ------------- | ------------------------------------------------------------------ |
| Azuay                          |            |            | Juan Cristóbal Lloret Valdivieso |         | RC            | Asambleísta Nacional (2017-2022)                                   |
| Bolívar                        |            |            | Aníbal Coronel Monar             |         | MUPP          | Gobernador de Bolívar (2017-2019)                                  |
| Cañar                          |            |            | Marcelo Jaramillo Calle          |         | RC PSE        | Presidente de la Cámara de Comercio e Industrias de Azogues (2020) |
| Carchi                         |            |            | Julio Robles Guevara             |         | MSC           | Alcalde de Tulcan (2009-2018)                                      |
| Chimborazo                     |            |            | Hermel Tayupanda Cuvi            |         | ID AY         | Alcalde de Colta (2009-2019)                                       |
| Cotopaxi                       |            |            | Lourdes Tibán Guala              |         | MUPP          | Asambleísta Nacional (2009-2017)                                   |
| El Oro                         |            |            | Clemente Bravo Riofrío           |         | SUR           | Prefecto de El Oro (desde 2019)                                    |
| Esmeraldas                     |            |            | Roberta Zambrano Ortiz           |         | PSC           | Prefecta de Esmeraldas (desde 2019)                                |
| Guayas                         |            |            | Marcela Aguiñaga Vallejo         |         | RC            | Asambleísta Nacional (2013-2021)                                   |
| Imbabura                       |            |            | Richard Calderón Saltos          |         | RC            | Alcalde de Antonio Ante (2005-2012)                                |
| Loja                           |            |            | Mario Mancino Valdivieso         |         | SUMA APLA     | Gobernador de Loja (2021-2022)                                     |
| Los Ríos                       |            |            | Johnny Terán Salcedo             |         | PSC           | Prefecto de Los Ríos (desde 2019)                                  |
| Manabí                         |            |            | Leonardo Orlando Arteaga         |         | RC Sí Podemos | Prefecto de Manabí (desde 2019)                                    |
| Morona Santiago                |            |            | Tiyua Uyunkar Kaniras            |         | MUPP          | Presidente de la Nación Achuar (2019)                              |
| Napo                           |            |            | José Toapanta Bastidas           |         | MUPP          | Alcalde de Archidona (2009-2014)                                   |
| Orellana                       |            |            | Magali Orellana Marquínez        |         | UP PSP        | Prefecta de Orellana (desde 2019)                                  |
| Pastaza                        |            |            | André Granda Garrido             |         | Semilla DSÍ   | Politólogo                                                         |
| Pichincha                      |            |            | Paola Pabón Caranqui             |         | RC            | Prefecta de Pichincha (desde 2019)                                 |
| Santa Elena                    |            |            | José Daniel Villao Villao        |         | RC RETO MPCG  | Prefecto de Santa Elena (desde 2019)                               |
| Santo Domingo de los Tsáchilas |            |            | Johana Núñez García              |         | RC Construir  | Prefecta de Santo Domingo de los Tsáchilas (desde 2019)            |
| Sucumbíos                      |            |            | Yofre Poma Herrera               |         | RC            | Asambleísta Nacional (2017-2021)                                   |
| Tungurahua                     |            |            | Manuel Caizabanda Jerez          |         | MUPP          | Prefecto de Tungurahua (desde 2019)                                |
| Zamora Chinchipe               |            |            | Karla Reátegui Encarnación       |         | MUPP          | Viceprefecta de Zamora Chinchipe (2014-2018)                       |

Fuente:

## Elección del Consejo de Participación Ciudadana y Control Social (2023 - 2027)
De forma paralela a las elecciones seccionales, se realizaron las elecciones para los consejeros principales y suplentes del Consejo de Participación Ciudadana y Control Social (CPCCS). A pesar de que los partidos y movimientos políticos tenían prohibido promocionar figuras al CPCCS, algunos candidatos fueron promovidos mediante redes sociales por organizaciones políticos. De los siete consejeros principales elegidos, tres fueron promocionados por el movimiento Revolución Ciudadana, mientras que dos fueron promovidos por el Partido Social Cristiano (PSC). De los siete consejeros suplentes, dos fueron promovidos por Revolución Ciudadana y uno por el PSC.

### Hombres
| Ganadores                       | Cargo                       | Ref.   |
| ------------------------------- | --------------------------- | ------ |
| Augusto Verduga Sánchez         | Primer Consejero principal  | [ 44 ] |
| Alembert Vera Rivera            | Segundo Consejero principal | [ 44 ] |
| Andrés Fantoni Baldeón          | Tercer Consejero principal  | [ 44 ] |
| Juan Esteban Guarderas Cisneros | Primer Consejero suplente   | [ 44 ] |
| Eduardo Franco Loor             | Segundo Consejero suplente  | [ 44 ] |
| Gonzalo Albán Molestina         | Tercer Consejero suplente   | [ 44 ] |

### Mujeres
| Ganadores                   | Cargo                       | Ref.   |
| --------------------------- | --------------------------- | ------ |
| Yadira Saltos Rivas         | Primer Consejera principal  | [ 44 ] |
| Mishelle Calvache Fernández | Segunda Consejera principal | [ 44 ] |
| Nicole Bonifaz López        | Tercer Consejera principal  | [ 44 ] |
| Jazmín Enríquez Castro      | Primer Consejera suplente   | [ 44 ] |
| Vielka Párraga Macías       | Segunda Consejera suplente  | [ 44 ] |
| Piedad Cuarán Rosero        | Tercer Consejera suplente   | [ 44 ] |

### Pueblos, Nacionalidades y Representantes del Exterior
| Ganadores                   | Cargo               | Ref.   |
| --------------------------- | ------------------- | ------ |
| Johanna Verdezoto del Salto | Consejera principal | [ 44 ] |
| Ángel Chela Llumiguano      | Consejero suplente  | [ 44 ] |